# 3000 (альбом)
«3000» — четвёртый студийный альбом российской рок-группы «Смысловые галлюцинации», записанный в Екатеринбурге в 1999 году и выпущенный в 2000 году.
С альбома «3000» у группы началась всероссийская известность, также о коллективе узнали и на постсоветском пространстве. Песни «Розовые очки» и «Вечно молодой» вошли в саундтрек к фильму Алексея Балабанова «Брат-2».
На песни «Вечно молодой» и «Звёзды 3000» были сняты клипы. В первом одну из главных ролей сыграл Виктор Сухоруков.
На первых порах альбом имел хождение под названием «Вечно молодой» и содержал в себе ремейк на песню группы «Кино» «Мама, мы все тяжело больны». В настоящее время альбом «Вечно молодой» считается раритетом. Раритетной также является версия с оригинальным названием «3000», содержащая ремейк на песню группы «ЧайФ» «Ковбои».

## Критика
Музыкальный критик Алексей Мажаев отметил профессионализм музыкантов, уместное использование клавишных, саксофона и гитар. Однако, в целом охарактеризовал альбом как «усреднённый и скучноватый».

## Список композиций
Вся музыка написана Сергеем Бобунцом.
| №                   | Название                    | Текст песни                     | Длительность |
| ------------------- | --------------------------- | ------------------------------- | ------------ |
| 1.                  | «Всё в порядке»             | Сергей Бобунец, Олег Гененфельд | 3:30         |
| 2.                  | «Под водой»                 | Бобунец, Гененфельд             | 4:50         |
| 3.                  | «Вечно молодой»             | Бобунец, Гененфельд             | 3:10         |
| 4.                  | «Лёд»                       | Бобунец, Гененфельд             | 3:10         |
| 5.                  | «Розовые очки»              | Бобунец, Гененфельд             | 3:34         |
| 6.                  | «Звёзды-3000»               | Гененфельд                      | 4:21         |
| 7.                  | «Свобода»                   | Бобунец                         | 3:56         |
| 8.                  | «Диско»                     | Бобунец, Гененфельд             | 3:52         |
| 9.                  | «Таю»                       | Бобунец                         | 3:37         |
| 10.                 | «Бездна»                    | Бобунец                         | 3:51         |
| 11.                 | «DJ'и сходят с ума»         | Бобунец, Гененфельд             | 4:04         |
| 12.                 | «Розовые очки (beatum mix)» |                                 | 4:20         |
| Общая длительность: | Общая длительность:         | Общая длительность:             | 50:52        |

| №   | Название                                                                         | Текст песни | Музыка     | Длительность |
| --- | -------------------------------------------------------------------------------- | ----------- | ---------- | ------------ |
| 12. | «Мама, мы все тяжело больны» (Идёт между «Бездна» и «Розовые очки (beatum mix)») | Виктор Цой  | Виктор Цой | 3:32         |

| №   | Название                                                     | Текст песни     | Музыка                            | Длительность |
| --- | ------------------------------------------------------------ | --------------- | --------------------------------- | ------------ |
| 12. | «Ковбои» (Идёт между «Бездна» и «Розовые очки (beatum mix)») | Владимир Шахрин | Владимир Шахрин, Владимир Бегунов | 3:55         |

## Участники записи
- Сергей Бобунец — вокал, электро- и акустические гитары
- Владимир Кискин — бас-гитара
- Константин Лекомцев — клавишные, саксофон, электрогитара, бэк-вокал
- Дмитрий Хабиров — ударные

## Интересные факты
Инструментальный проигрыш в песне «Розовые очки» взят из композиции сёрф-рок-группы The Ventures «Vibrations» с альбома Super Psychedelics 1967 года.